# Маркус Бйорквіст
Маркус Бйорквіст (швед. Markus Björkqvist, нар. 4 вересня 2003, Мальме, Швеція) — шведський футболіст, центральний півзахисник клубу «Треллеборг».

## Ігрова кар'єра

### Клубна
Маркус Бйорквіст є вихованцем футбольної академії клубу «Мальме», до якої приєднався у 11 років і грав у молодіжній команді клубу. У березні 2021 року Бйорквіст зіграв першу гру в основі, коли вийшов на заміну у матчі Кубку країни. У червні 2021 року футболіст підписав з клубом довготривалий професійний контракт. А в липні того року дебютував у турнірі Аллсвенскан.
Перед початком сезону 2022 року Бйорквіст був відданий в оренду у клуб Супереттан «Утсіктенс».

### Збірна
З 2019 року Маркус Бйорквіст є гравцем юнацьких збірних Швеції.

## Титули і досягнення
Мальме
 Чемпіон Швеції: 2021